# Foot Ball Club Nola 1928-1929
Questa voce raccoglie le informazioni riguardanti il Foot Ball Club Nola nelle competizioni ufficiali della stagione 1928-1929.

## Stagione
A causa della riforma dei campionati, il Nola si ritrova collocato nel Girone D, Sottogirone Campano, del Campionato Meridionale, secondo livello del calcio italiano, a causa dell'esclusione della Scafatese; finì quinto su sei squadre, retrocedendo in Seconda Divisione.

## Organigramma societario[1]
- Presidente: Celestino De Sena
- Vice Presidenti: E. Vecchione, A. Testa
- Segretario: Guglielmo Avolio
- Direttore Sportivo: Pasquale Spampanato
- Allenatore: Raffaele Avella
- Allenatore in seconda: Ernesto Ghisi
- Addetto stampa: Angelo Scalpati
- Campo sportivo: Campo Stella e Campo Piazza d'Armi

## Rosa[1]
| N. |                   | Ruolo | Calciatore         |
| -- | ----------------- | ----- | ------------------ |
|    | Italia (bandiera) | P     | Onofrio Napolitano |
|    | Italia (bandiera) | P     | Francesco Romeo    |
|    | Italia (bandiera) | A     | Raffaele Avella    |
|    | Italia (bandiera) | C     | Bianchi            |
|    | Italia (bandiera) | D     | Buonaguro          |
|    | Italia (bandiera) | C     | Buonincontri       |
|    | Italia (bandiera) | D     | Michele Caputo     |
|    | Italia (bandiera) | C     | Giuseppe Corsi     |
|    | Italia (bandiera) | A     | Gaetano Franzese   |
|    | Italia (bandiera) | A     | Giuseppe Grauso    |

| N. |                   | Ruolo | Calciatore               |
| -- | ----------------- | ----- | ------------------------ |
|    | Italia (bandiera) | A     | Vincenzo Ingroglia       |
|    | Italia (bandiera) | D     | Armando Mazzeo           |
|    | Italia (bandiera) | A     | Vittorio Mele            |
|    | Italia (bandiera) | A     | Umberto Mele             |
|    | Italia (bandiera) | D     | Pasquale Notaro          |
|    | Italia (bandiera) | C     | Giuseppe Perrotta        |
|    | Italia (bandiera) | C     | Luigi Antonio Pesce      |
|    | Italia (bandiera) | D     | Luigi Pischetola         |
|    | Italia (bandiera) | D     | Andrea Antonio Tarantino |

In rosa erano presenti altri calciatori che presero parte al campionato riserve.

## Risultati

### Campionato

#### Girone di andata
| Arbitro: | Salvatori (Roma) |

|                                               |           |            |
| Mortarini ?’ Rioli 43’, 65’, 70’ Beltrami 87’ | Marcatori | 75’ Avella |

| Arbitro: | Biolghini (Livorno) |

|  |           |                  |
|  | Marcatori | 30’ Parascandolo |

| Nocera Inferiore 16 dicembre 1928 3ª giornata                                                            | Nocerina  | 4 – 1     | Nola |  |
| \| \| \| \| \| Petrosino 10’ Montiglio 12’ Bertagni 36’ Accarino 80’ (rig.) \| Marcatori \| 6’ Grauso \| |           |           |      |  |
| |           |           |      |  |
| Petrosino 10’ Montiglio 12’ Bertagni 36’ Accarino 80’ (rig.)                                             | Marcatori | 6’ Grauso |      |  |

| Arbitro: | Menicucci (Roma) |

|  |           |                                   |
|  | Marcatori | 31’, 77’ Ferraiolo 55’ Donnarumma |

| Arbitro: | Cinti (Roma) |

|                  |           |           |
| Andreozzi ?’, ?’ | Marcatori | ?’ Grauso |

#### Girone di ritorno
| Arbitro: | Barionovi |

|              |           |           |
| Perrotta 68’ | Marcatori | 13’ Terno |

| Arbitro: | Cerruti (Roma) |

|                                                    |           |            |
| Tricoli 8’, 20’, 43’ Parascandalo 12’ Lambiase 16’ | Marcatori | 35’ Avella |

| Arbitro: | Dattilo |

|                                    |           |                                               |
| Avella 41’ Grauso 60’ Ingoglia 81’ | Marcatori | 17’ Montiglio 33’, 67’ Accarino 39’ Petrosino |

| Arbitro: | Biolghini |

|                                                      |           |  |
| Ferraiolo 1’, 55’ Candela 20’, 53’ Esposito 51’, 75’ | Marcatori |  |

| Arbitro: | Biolghini (Livorno) |

|                                                 |           |  |
| Avella ?’, ?’, ?’ Grauso ?’, ?’, ?’ Mele ?’, ?’ | Marcatori |  |

## Statistiche

### Statistiche di squadra
| Competizione           | Punti | In casa | In casa | In casa | In casa | In casa | In casa | In trasferta | In trasferta | In trasferta | In trasferta | In trasferta | In trasferta | Totale | Totale | Totale | Totale | Totale | Totale | DR  |
| Competizione           | Punti | G       | V       | N       | P       | Gf      | Gs      | G            | V            | N            | P            | Gf           | Gs           | G      | V      | N      | P      | Gf     | Gs     | DR  |
| ---------------------- | ----- | ------- | ------- | ------- | ------- | ------- | ------- | ------------ | ------------ | ------------ | ------------ | ------------ | ------------ | ------ | ------ | ------ | ------ | ------ | ------ | --- |
| Campionato Meridionale | 3     | 5       | 1       | 1       | 3       | 12      | 9       | 5            | 0            | 0            | 5            | 3            | 19           | 10     | 1      | 1      | 8      | 15     | 28     | -13 |

### Statistiche dei giocatori
| Giocatore      | Campionato Meridionale | Campionato Meridionale | Campionato Meridionale | Campionato Meridionale | Totale   | Totale | Totale      | Totale     |
| Giocatore      | Presenze               | Reti                   | Ammonizioni            | Espulsioni             | Presenze | Reti   | Ammonizioni | Espulsioni |
| -------------- | ---------------------- | ---------------------- | ---------------------- | ---------------------- | -------- | ------ | ----------- | ---------- |
| O. Napolitano  | 6                      | -18                    | ?                      | ?                      | 6        | -18    | ?           | ?          |
| F. Romeo       | 4                      | -13                    | ?                      | ?                      | 4        | -13    | ?           | ?          |
| R. Avella      | 9                      | 6                      | ?                      | ?                      | 9        | 6      | ?           | ?          |
| Bianchi        | 5                      | 0                      | ?                      | ?                      | 5        | 0      | ?           | ?          |
| Buonaguro      | 1                      | 0                      | ?                      | ?                      | 1        | 0      | ?           | ?          |
| Buonincontri   | 2                      | 0                      | ?                      | ?                      | 2        | 0      | ?           | ?          |
| M. Caputo      | 9                      | 0                      | ?                      | ?                      | 9        | 0      | ?           | ?          |
| G. Corsi       | 5                      | 0                      | ?                      | ?                      | 5        | 0      | ?           | ?          |
| G. Franzese    | 4                      | 0                      | ?                      | ?                      | 4        | 0      | ?           | ?          |
| G. Grauso      | 10                     | 5                      | ?                      | ?                      | 10       | 5      | ?           | ?          |
| V. Ingroglia   | 10                     | 1                      | ?                      | ?                      | 10       | 1      | ?           | ?          |
| A. Mazzeo      | 7                      | 0                      | ?                      | ?                      | 7        | 0      | ?           | ?          |
| V. Mele        | 8                      | 2                      | ?                      | ?                      | 8        | 2      | ?           | ?          |
| U. Mele        | 2                      | 0                      | ?                      | ?                      | 2        | 0      | ?           | ?          |
| P. Notaro      | 1                      | 0                      | ?                      | ?                      | 1        | 0      | ?           | ?          |
| G. Perrotta    | 9                      | 1                      | ?                      | ?                      | 9        | 1      | ?           | ?          |
| L.A. Pesce     | 2                      | 0                      | ?                      | ?                      | 2        | 0      | ?           | ?          |
| L. Pischetola  | 9                      | 0                      | ?                      | ?                      | 9        | 0      | ?           | ?          |
| A.A. Tarantino | 6                      | 0                      | ?                      | ?                      | 6        | 0      | ?           | ?          |